# Kulturbund der DDR
Kulturbund der DDR var en sammenslutning af lokale kulturelle foreninger i DDR. Sammenslutningen var en del af den SED-ledede Nationale Front og sendte repræsentanter til Volkskammer.
Organisationen blev dannet i 1945 af den sovjetiske militæradministration i under navnet "Kulturbund zur demokratischen Erneuerung Deutschlands" og skiftede efter DDR's oprettelse i 1949 navn til Kulturbund der DDR. Blandt medlemmerne var flere kendte forfattere, bl.a. Willi Bredel, Fritz Erpenbeck, Bernhard Kellermann, Victor Klemperer, Anna Seghers, Bodo Uhse og Arnold Zweig. Den første formand for Kulturbund var Johannes R. Becher, der besad posten til 1958.